# NGC 5637
NGC 5637 ist eine 13,9 mag helle Spiralgalaxie vom Hubble-Typ Scd im Sternbild Bärenhüter und etwa 237 Millionen Lichtjahre von der Milchstraße entfernt.
Sie wurde am 10. April 1785 von Wilhelm Herschel mit einem 18,7-Zoll-Spiegelteleskop entdeckt, der sie dabei mit „F, S, iF, lbM“ beschrieb.